# مقاطعة كامدن (جورجيا)
مقاطعة كامدن (بالإنجليزية: Camden County)‏ هي إحدى المقاطعات في ولاية جورجيا في الولايات المتحدة الأمريكية.

## أعلام
- ويليام جوزيف هاردي
- جون فلويد
- ديفيد لانغ